# Sans amour mon amour
Sans amour mon amour är det andra studioalbumet av den franska sångaren Amandine Bourgeois. Det gavs ut den 19 mars 2012 och innehåller 13 låtar.

## Låtlista
| Nr  | Titel                          | Längd |
| --- | ------------------------------ | ----- |
| 1.  | Sans amour                     | 2:25  |
| 2.  | Oulalala                       | 3:16  |
| 3.  | Envie d'un manque de problèmes | 3:34  |
| 4.  | En claquant des doigts         | 3:30  |
| 5.  | Incognito                      | 2:48  |
| 6.  | Le revoir                      | 4:03  |
| 7.  | Le temps est à la pluie        | 3:35  |
| 8.  | Amanites                       | 0:39  |
| 9.  | Black Out                      | 2:53  |
| 10. | Sortilèges                     | 3:08  |
| 11. | Stop le temps                  | 3:23  |
| 12. | Rien pour plaire               | 2:55  |
| 13. | Cœur de pierre                 | 3:12  |

## Listplaceringar
| Lista               | Topplacering |
| ------------------- | ------------ |
| Belgien (Vallonien) | 65           |
| Frankrike           | 44           |